# 近藤正彦
近藤 正彦（こんどう まさひこ、1961年11月 - ）は、大阪大学大学院工学研究科教授。工学博士（大阪大学）。
研究分野は、ものづくり技術（機械・電気電子・化学工学）、第3世代レーザーダイオードの開発。

## 来歴・人物
1984年3月  大阪大学基礎工学部電気工学科卒業。1986年3月  大阪大学大学院基礎工学研究科物理系専攻博士前期課程修了。1998年08月 ～ 2005年04月 日立製作所中央研究所 主任研究員。
2010年4月  2022年3月  大阪大学ナノサイエンスデザイン教育研究センター教授。2005年5月  大阪大学大学院工学研究科教授。2022年4月  大阪大学エマージングサイエンスデザインR3（アールキューブ）センター教授。